# Darby Stanchfield
Darby Leigh Stanchfield (Kodiak, Alaska; 29 de abril de 1971) es una actriz estadounidense. Conocida por su papel de Abby Whelan en la serie de tipo político de ABC, Scandal. Stanchfield también es conocida por el rol de April Green en la serie de género apocalíptico, Jericho (2006-2007) de la CBS, y como Helen Bishop en la serie Mad Men (2007-2015) de AMC.

## Primeros años
Stanchfield nació y creció en Kodiak, Alaska, donde su padre era un pescador comercial. Ella más tarde se mudó a Puerto Holandés en las Islas Aleutianas, y finalmente a Mercer Island cerca de Seattle. Asistió a la Universidad de Puget Sound graduándose en 1993 con un grado en Comunicaciones y uno menor en teatro. Se graduó del American Conservatory Theater en San Francisco.

## Carrera
Empezó su carrera en teatro, e hizo su debut en el episodio de la serie de crimen de la CBS, Diagnóstico: Asesinato en 2000. Más tarde apareció en un número de espectáculos televisivos, incluyendo Ángel, Monje, Medicina Fuerte, Nip/Tuck, Huesos, Caso Frío, El Mentalista y How I Met Your Mother.
Stanchfield era miembro de reparto regular en la serie de la  CBS, Jericho tan Verde de abril. Protagonice encima espectáculo de 2006 a 2007. En 2007 interpretó a Amelia Joffe (reemplazando a Annie Wersching durante dos semanas en mayo) en la telenovela de la ABC, Hospital General. Más tarde interpretó el papel de Helen Bishop en aclamada serie de AMC, Hombres Locos. Interpetó a Shannon Gibbs, Mark Harmon, en la serie de la CBS NCIS de 2006 a 2012. Stanchfield interpretó el personaje de Meredith, la primera exmujer de Richard Castle en la serie de ABC Castle en 2009 y en 2013. En película, tenga la función de ventaja hembra Josh Duhamel opuesto en la 2004 adaptación de Oscar Wilde es El retrato de Dorian Grey, y coprotagonizado cuando Nathan Fillion mujer de carácter en la comedia-camarera de obra (2007). Además, Stanchfield apareció en un número de películas independientes.
En marzo del 2011 Shonda Rhimes Stanchfield participó en la serie de género político, Scandal. Antes de Scandal, Stanchfield tuvo participó en Shonda Rhimes' Práctica Privada en 2008. La serie debutó en la ABC el 5 de abril del 2012 y en la segunda temporada aumentó para devenir uno del más alto-valoró obras en televisivos. Juega la función de Abby Whelan, el detective delante empresa de carácter, y más tarde el Secretario de Prensa de la Casa Blanca. Stanchfield era miembro de reparto regular cuando de episodio piloto, pero tuvo importante storylines sólo en cuarta estación.

## Filmografía

### Película
| Año  | Título                                          | Función            | Notas                                                                      |
| ---- | ----------------------------------------------- | ------------------ | -------------------------------------------------------------------------- |
| 2004 | Santa sola busca señora Claus                   | Empleado de tienda | Película televisiva                                                        |
| 2005 | El cuadro de Dorian Gris                        | Sybil Vane         |                                                                            |
| 2007 | Camarera                                        | Francine Pomatter  |                                                                            |
| 2008 | The Square Root of 2, TheThe Raíz cuadrada de 2 | Rachel Lehrer      | Primera película con Darby Stanchfield como función de ventaja             |
| 2008 | The Sacrifice, TheThe Sacrificio                | Loretta Johnson    | Mónaco Premio de Festival de cine Internacional para Actriz de apoyo Mejor |
| 2009 | Casa abierta                                    | Beth Dunne         | Cortometraje                                                               |
| 2011 | Clay                                            | Mujer              | Cortometraje                                                               |
| 2011 | Encontrando Hope                                | Loretta            |                                                                            |
| 2011 | The Guest Room, TheThe Habitación de huésped    | Karen              |                                                                            |
| 2011 | Fijando Pete                                    | Cynthia            |                                                                            |
| 2015 | Hombres de medicina                             | Clementine         | Correo-producción                                                          |
| 2015 | Carnage Parque                                  | Correo-producción  |                                                                            |
| 2015 | Loserville                                      | Evelyn MacDonald   | Correo-producción                                                          |
| 2015 | El Rendezvous                                   | Ruthie             | Correo-producción                                                          |

### Televisivo
| Año         | Título                      | Función          | Notas                                                   |
| ----------- | --------------------------- | ---------------- | ------------------------------------------------------- |
| 2000        | Diagnóstico asesinato       | Nora             | Episodio: "Casa caliente"                               |
| 2001        | Ángel                       | Denise           | Episodio: "Aniversario feliz"                           |
| 2002        | Aquellos 80 espectáculo     | Spokeslady #1    | Episodio: "Viaje de carretera"                          |
| 2002        | Sueños americanos           | Amy              | Episodio: "El luchando irlandés"                        |
| 2003        | Monk                        | Erin Hammond     | Episodio: "Señor Monje va al Ballgame"                  |
| 2004        | Es todo relativo            | Jordania F.      | Episodio: "Quién está acampando ahora"                  |
| 2004        | Chicas buenas no...         | Pelirroja        | Episodio: "¿Cualquier cosa pasó a la criatura de Jane?" |
| 2004        | Medicina fuerte             | Hilary Davis     | Episodio: "Código"                                      |
| 2005        | Sin rastro                  | Kim              | Episodio: "Juego de fin"                                |
| 2005        | 24                          | Shari            | Episodio: "Día 4: 5:00 a. m.-6:00 a. m."                |
| 2005        | The Inside, TheThe Interior | Chica nueva      | Episodio: "Chica nueva en ciudad"                       |
| 2005        | Nip/Tuck                    | Aimee Bolton     | Episodio: "Tommy Bolton"                                |
| 2006        | Señoras de campus           | Mikka            | Episodio: "Noche del preservativo"                      |
| 2006–2007   | Jericho                     | April Green      | 15 episodios                                            |
| 2007        | Huesos                      | Connie Lopata    | Episodio: "Los cuerpos en el libro"                     |
| 2007        | Hospital general            | Amelia Joffe     | 10 episodios                                            |
| 2007        | Caso abierto                | Melissa Carter   | Episodio: "Grueso como ladrones"                        |
| 2007        | Exes & Ohs                  | Sienna           | 3 episodios                                             |
| 2007–2008   | Mad Men                     | Helen Bishop     | 5 episodios                                             |
| 2008        | Private Practice            | Tess Milford     | Episodio: "Fe tentadora"                                |
| 2009        | Exes & Ohs                  | Sienna           | Episodio: "Pez en un barril"                            |
| 2009        | The Mentalist               | Stevie Caid      | Episodio: "Lo pinta rojo"                               |
| 2009        | Fantasma Whisperer          | Greer Clarkson   | Episodio: "Delusions de Grandview"                      |
| 2009        | Life                        | Ella Holden      | Episodio: "Iniciativa 38"                               |
| 2009        | CSI: NY                     | Alborear Higgins | Episodio: "Pase a mí"                                   |
| 2010        | How I Met Your Mother       | Marissa Heller   | Episodio: "Robots Versus Wrestlers"                     |
| 2011        | CSI: Miami                  | Linda Hill       | Episodio: "F-T-F"                                       |
| 2011        | Burn Notice                 | Sadie Forte      | Episodio: "Ojo para un ojo"                             |
| 2006-2012   | NCIS                        | Shannon Gibbs    | 6 episodios                                             |
| 2012-2018   | Scandal                     | Abby Whelan      | 124 episodios                                           |
| 2009 / 2013 | Castle                      | Meredith         | Episodios: "Compra siempre bolsos de marca" y "La otra" |
| 2020-2022   | Locke & Key                 | Nina Locke       | Elenco principal                                        |